# Tukidydes (polityk)
Tukidydes, Tucydydes (gr. Θουκυδίδης; ur. około 500 p.n.e., zm. ?) – ateński polityk konserwatywny, sprzeciwiający się tendencjom radykalnie demokratycznym reprezentowanym przez Peryklesa. 
Był synem Melezjasza, arystokraty ateńskiego, słynnego zapaśnika i przyjaciela Pindara.
Tukidydes dorastał w kosmopolitycznej atmosferze arystokracji greckiej. Poślubił córkę wodza ateńskiego, Kimona. Po śmierci Kimona przejął po nim przywództwo opozycji konserwatywnej. Jego pomysłem było usadzanie podczas obrad Zgromadzenia wszystkich swych zwolenników blisko siebie, tak aby czynili więcej zamieszania i skuteczniej wpływali na wynik debaty. Zdolny mówca, osiągnął największe wpływy w okresie poprzedzającym pierwszą wojnę peloponeską, gdy zajmował się reformami ateńskiego polis. Około 448 p.n.e. zaatakował program Peryklesa, zgodnie z którym fundusze Ateńskiego Związku Morskiego, przeznaczone na stworzenie wspólnej obrony przed atakiem Persji, zostały użyte na wzniesienie w Atenach wspaniałych budowli (np. Partenonu). Sprzeciwiał się tym samym bezwzględnemu wykorzystywaniu sprzymierzeńców i planom unifikacji Związku z faktycznym przekształceniem arche w państwo ateńskie. Tukidydes mógł być zarówno oburzony dążeniem Aten do dominacji, jak i wewnętrzną polityką Peryklesa, zwiększającą wpływy polityczne klas o niższych dochodach. Przypuszczalnie, podobnie jak Kimon, był zwolennikiem porozumienia ze Spartą. Perykles jednak cieszył się w tym okresie wielkim wpływem, tak więc Ateńczycy w procedurze ostracyzmu zagłosowali za wygnaniem Tukidydesa (około 443 p.n.e.). Wydaje się, że Tukidydes powrócił do miasta po upływie przepisowego czasu, około 433 p.n.e., nic jednak nie wiadomo o jego dalszej aktywności politycznej. 
Tukidydes był dziadkiem wielkiego historyka, również Tukidydesa. 